# 馬啓仁
馬仁（1970年6月9日—），香港的體育評述員、主持人及演員。

## 簡歷

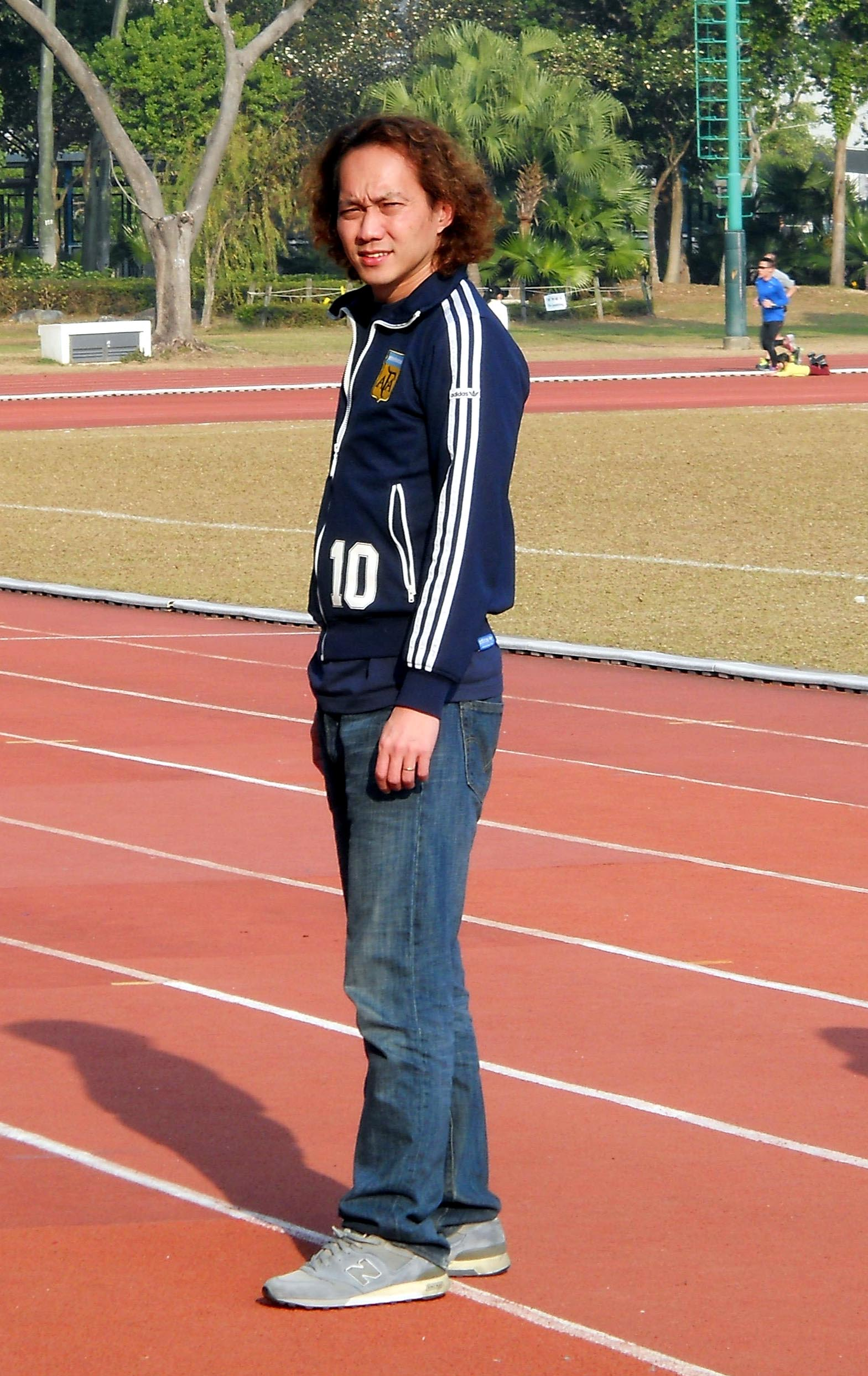
馬啓仁出席《足球版圖》活動

馬啓仁小學就讀馬頭涌官立小學，中學就讀於余振強紀念中學，1993年於香港樹仁學院（現改稱香港樹仁大學）社會系畢業。畢業後加入香港有線電視擔任體育賽事評述及主持。1999年完成澳洲臥龍崗大學的新聞學碩士課程。曾任華僑日報體育報記者，2003年加入香港賽馬會任職市場傳訊經理，幫助賽馬會推廣足球運動。
2007年8月，馬啓仁轉投至無綫電視旗下擔任評述員及節目主持人。2011年，再轉投now寬頻電視擔任遊戲節目《撳錢》主持，但將不會負責體育節目（now sports）。2011年4月17日，馬聯同彭晴擔任now香港台節目《香港電影金像獎》錄影廠部分的主持。
2014年5月，馬啓仁重返無綫電視擔任主持世界盃至2015年。
2016年，他成立了製作公司並和Now sports合作，製作2016歐洲國家盃的節目。
2018年夏天，他為ViuTV與Now TV擔任世界盃主持，2021年9月10日再獲邀請擔任2022世界盃主持。
2022年8月接受BBC粵語頻道，以球評家身份，暢談英超30年發展。
2022年11月，自發到卡塔爾採訪2022卡塔爾世界盃，其間為自己頻道、NOW TV及香港商業電台等作直播。

## 個人生活
馬啓仁於1997年結婚，現時育有一女兒名冬晴。

## 任職
- 《奇聞》記者[3]
- 《華僑日報》記者
- 有線電視的體育台、足球台及英超台主持及評述。
- 商業電台
- 香港電台
- 路訊通
- 香港賽馬會市場傳訊經理
- 無綫電視
- now寬頻電視
- ViuTV

### 廣告
- FedEx（2006年，與林尚義合作配音）
- 百事可樂－如果畀我拍百事廣告（2009年）
- 921新陣形（2009年，與鍾志光合作）

### 電影
- 出水芙蓉（2008年，飾演游泳比賽評述員）

### 專欄
- 《蘋果日報》
  - Keyman Show
  - Keyman雜談

- 《明報》
  - X-Number

- 《太陽報》
  - Keyman講場

- 《Milk》
  - Keyman Show

### 視像遊戲
- 職業進化足球 勝利十一人2017（2016年，解說員）

### 其他
- 505 united （页面存档备份，存于）市場推廣總監

## 作品
- 《贏一場沒有波的比賽》（ISBN 978-988-18142-3-4）
- 《寫給足球的情書》（ISBN 978-962-67859-4-2）

## 評述

### 有線電視
馬啓仁為有線電視青訓產品，有線電視體育台成立不久後，於1993年被發掘入行，原先是當《華僑日報》的記者。首次直播評述足球球賽是在1995年的欧洲冠军联赛賽事，拜仁慕尼黑對阿積士；而最難忘的賽事是1998年世界盃中阿根廷被荷蘭淘汰出局。在足球評述賽事時，大多數是結紫色領帶，以表明自己支持（西漢姆聯WEST HAM的代表顏色是紫色）。他曾評述1998年、2002年及2006年的世界盃及1996年、2000年及2004年歐洲國家盃等重要賽事，此外主要評述英超聯。在有線電視任職時，經常與李德能及蔡文堅合作評述英超足球比賽。除了被安排足球比賽外，曾評述NBA、排球及亞運會。在2007年7月，馬啟仁與有線電視合約期滿，有線電視開出合約，但馬啓仁沒有續約，結束在有線電視的14年職業生涯。

### 其他
另外，馬啓仁曾被新城財經台節目《足球王》邀請作嘉賓，在2006年賀歲盃足球賽賽事中與李德能評述足球賽事。

### 無綫電視
後來轉會至無綫電視擔任旁述一職，第一場與鍾志光合作評述對北京国安比賽。現時主要評述港甲、荷甲精華等賽事，另外主持節目「體育世界」，以及主持北京奧運節目。馬啓仁透露，他將會朝着主持人身份工作。在10月21日，停播已久的足球節目－「球迷世界」復播，由馬啓仁夥拍伍晃榮及鍾志光一同主持。馬啟仁加入無綫電視的第二場評述在2008年2月7日及10日所舉行的賀歲盃足球賽。當時所有足球比賽均由馬啓仁及鍾志光評述。當中馬啓仁主要負責評述重要賽事，如。另外在2007年至2008年香港足總盃決賽的為汶川大地震的籌款拍賣。
除了足球比賽外，馬啓仁也有評述NBA籃球賽及NBA中國賽，主持明珠台節目《NBA精華速遞》。首場評述NBA賽事是芝加哥公牛對休斯頓火箭。
2014年5月重返無綫電視並主持世界盃至2015年約滿。

### ViuTV / Now TV
2018年6月加盟ViuTV/Now Sports擔任2018世界盃主持及評述，2021年9月獲邀再任，親自到卡塔爾觀戰及評述
。

## 節目主持
| - 欧洲冠军联赛 - 2004年、2008年歐洲國家盃 - 2002-2018年世界盃足球賽 - EURO A GO GO - 英超樂與怒 - 英超Kick Off - 英格蘭超級聯賽精華 - J-League足球戰報 - 世界足球戰報 - 香港甲組足球聯賽 | - 荷兰足球甲级联赛 - 體育世界 - 球迷世界 - 香港足總盃 - 香港聯賽盃 - NBA籃球賽及NBA中國賽 - NBA精華速遞 - ING挑戰賽 - 二零零七國泰航空香港壁球公開賽 （页面存档备份，存于） - 第54屆、第55屆澳門格蘭披治大賽車 | - 戊子年龍舟競渡 - 第三屆海峽杯男子籃球賽 - 2006-2009年賀歲盃足球賽 - 2008北京奧運 - 意大利盃 - 亚洲足联杯 - 2009年東亞運動會 - 英格蘭足球冠軍聯賽 - 撳錢 - 撳快錢 - 體育係… - 皇牌出場 - 2020東京奧運 |

## 瑣事

### Keyman 的意思
馬啓仁自己解釋Keyman這名字是其中文名的意譯，是馬啓仁父親在他小時候改的，Key有開啓的意思，而仁的讀音是人，所以譯為man，合起來即是Keyman，在他讀大專時才開始使用。

### 愛好
馬啓仁最喜愛的足球隊是和阿根廷國家隊。最欣賞球員則為（阿根廷球員）和（意大利球員、曾是韋斯咸球員）。平日的喜好則是長跑、卡拉OK、閱讀、踢足球及游泳。

### 電玩
他平時亦會玩一些電玩，而他最愛的遊戲是冠軍足球經理（Championship Manager）。冠軍足球經理現而易名為足球經理人（Football Manager），他一直都有收藏。另外還有。

## 雜誌創辦
馬啓仁在小時候已希望創辦一本雜誌，在1996年一個偶然的機會下，跟一間將結業的遊戲雜誌社出版一本NBA的籃球雜誌，名為《入樽》，當時市面上並沒有相關中文的籃球雜誌，這本書出版了八千冊，全部售罄。但馬啓仁當時並沒有把自己的名字加入這本雜誌內，引致他決心在下一次有機會創辦雜誌時，一定要有自己的名字。而他最希望尋回《入樽》這本雜誌。

### Keyman Show
馬啓仁後來出版了共九期的足球雜誌—《Keyman Show》，在2001年9月1日首次出版，初時定價為20元，以雙週刊出版，後來再以月刊出版，定價增加至25元，在2002年4月1日出版第九期後，後來原定出版第十期關於世界盃的特刊時，但街上報攤關於世界盃的書籍甚多，馬啓仁認為沒有生存空間，另外工作繁多和人手不足等問題下，於是第十期結果沒有出版，第九期成為《Keyman Show》的最後一期，不會再次出版《Keyman Show》。現時馬啓仁在蘋果日報和《Milk》雜誌中MikiSport的專欄名稱也是《Keyman Show》，專欄內容主要圍繞其喜愛球隊和一些足球趣聞為主，亦有球迷投稿。而蘋果日報中的專欄簽名為「馬啓仁，愈講愈有味道，堅持『鎚仔』先係正路的球評家。」

### Keyman Soho
馬啓仁在推出九期《Keyman Show》共蝕了30萬港元，但他捲土重來夥拍綜合體育雜誌《運動版圖》（Sportsoho）的老闆陳冠英合作推出雜誌《足球版圖》（Keymansoho），初時以一書兩冊月刊形式出版，兩書的營運成本由陳冠英包辦，馬啓仁只須負責《足球版圖》的編採工作，盈利由二人對分，2009年11月創刊，在馬啓仁的名人效應下，賣出超過13,000本，於2010年5月第七期才獨立分拆以單行本出售，但於2011年2月第十六期出版後因長期虧損而宣佈停刊。2011年5月透過與「505 United」合作用《keymansoho》名義復刊，但在〈13個出書的藉口〉中馬啓仁表示雜誌隨時會「摺埋」。2011年10月，馬啓仁在 facebook宣佈《keymansoho》停刊。

## 外部連結
- YouTube上的馬啓仁的youtube頻道
- 《Keyman Show》官方網站
- 馬啟仁－蘋果日報專欄《Keyman Show》
- 馬啟仁－蘋果日報專欄《Keyman 雜談》
- 馬啟仁｜DJ主持｜商業電台881903.com